# Vaunoise (Orne)
Pour l’article homonyme, voir Vaunoise (rivière).
Vaunoise est une commune française, située dans le département de l'Orne en région Normandie, peuplée de 95 habitants.

## Géographie
La commune est à l'ouest du Perche. Son bourg est  à 7 km à l'ouest de Bellême, à 10 km à l'est de Mamers et à 13 km au sud de Pervenchères.
| Origny-le-Butin         | Le Gué-de-la-Chaîne | Le Gué-de-la-Chaîne      |
| Chemilli                | Vaunoise            | Le Gué-de-la-Chaîne      |
| Saint-Fulgent-des-Ormes | Igé                 | Le Gué-de-la-Chaîne, Igé |

### Hydrographie
La commune est située dans le bassin Loire-Bretagne. Elle est drainée par l'Argenson et le ruisseau du Plessis,,.
L'Argenson, d'une longueur de 11 km, prend sa source dans la commune d'Igé et se jette  dans l'Orne saosnoise à Saint-Cosme-en-Vairais, après avoir traversé quatre communes. 

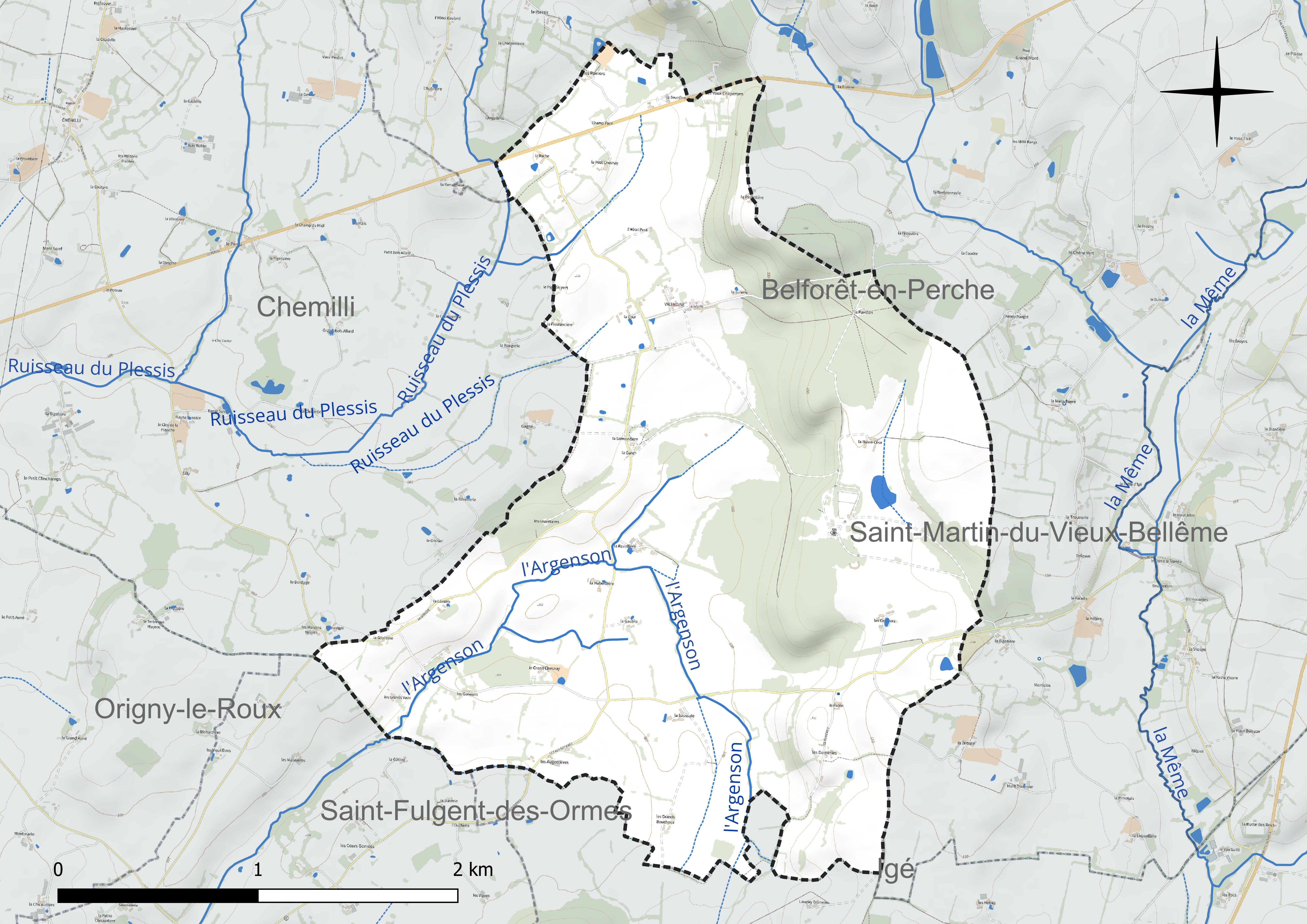
Réseau hydrographique de Vaunoise.

### Climat
Pour des articles plus généraux, voir Climat de la Normandie et Climat de l'Orne.
En 2010, le climat de la commune est de type climat océanique dégradé des plaines du Centre et du Nord, selon une étude du CNRS s'appuyant sur une série de données couvrant la période 1971-2000. En 2020, Météo-France publie une typologie des climats de la France métropolitaine dans laquelle la commune est exposée à un climat océanique altéré et est dans la région climatique Normandie (Cotentin, Orne), caractérisée par une pluviométrie relativement élevée (850 mm/a) et un été frais (15,5 °C) et venté. Parallèlement le GIEC normand, un groupe régional d’experts sur le climat, différencie quant à lui, dans une étude de 2020, trois grands types de climats pour la région Normandie, nuancés à une échelle plus fine par les facteurs géographiques locaux. La commune est, selon ce zonage, exposée à un « climat contrasté des collines », correspondant au Pays d'Ouche et au Perche et bénéficiant d’un caractère continental affirmé avec des précipitations atténuées et des amplitudes thermiques fortes.
Pour la période 1971-2000, la température annuelle moyenne est de 10,7 °C, avec une amplitude thermique annuelle de 14 °C. Le cumul annuel moyen de précipitations est de 757 mm, avec 12,3 jours de précipitations en janvier et 7,4 jours en juillet. Pour la période 1991-2020, la température moyenne annuelle observée sur la station météorologique la plus proche, située sur la commune de Saint-Martin-du-Vieux-Bellême à 5 km à vol d'oiseau, est de 11,4 °C et le cumul annuel moyen de précipitations est de 810,0 mm,. Pour l'avenir, les paramètres climatiques de la commune estimés pour 2050 selon différents scénarios d’émission de gaz à effet de serre sont consultables sur un site dédié publié par Météo-France en novembre 2022.

## Urbanisme

### Typologie
Au 1er janvier 2024, Vaunoise est catégorisée commune rurale à habitat dispersé, selon la nouvelle grille communale de densité à sept niveaux définie par l'Insee en 2022. Elle est située hors unité urbaine et hors attraction des villes,.

### Occupation des sols
L'occupation des sols de la commune, telle qu'elle ressort de la base de données européenne d’occupation biophysique des sols Corine Land Cover (CLC), est marquée par l'importance des territoires agricoles (83,3 % en 2018), une proportion identique à celle de 1990 (83,3 %). La répartition détaillée en 2018 est la suivante : terres arables (68,1 %), forêts (16,7 %), prairies (15,1 %), zones agricoles hétérogènes (0,1 %). L'évolution de l’occupation des sols de la commune et de ses infrastructures peut être observée sur les différentes représentations cartographiques du territoire : la carte de Cassini (XVIIIe siècle), la carte d'état-major (1820-1866) et les cartes ou photos aériennes de l'IGN pour la période actuelle (1950 à aujourd'hui).

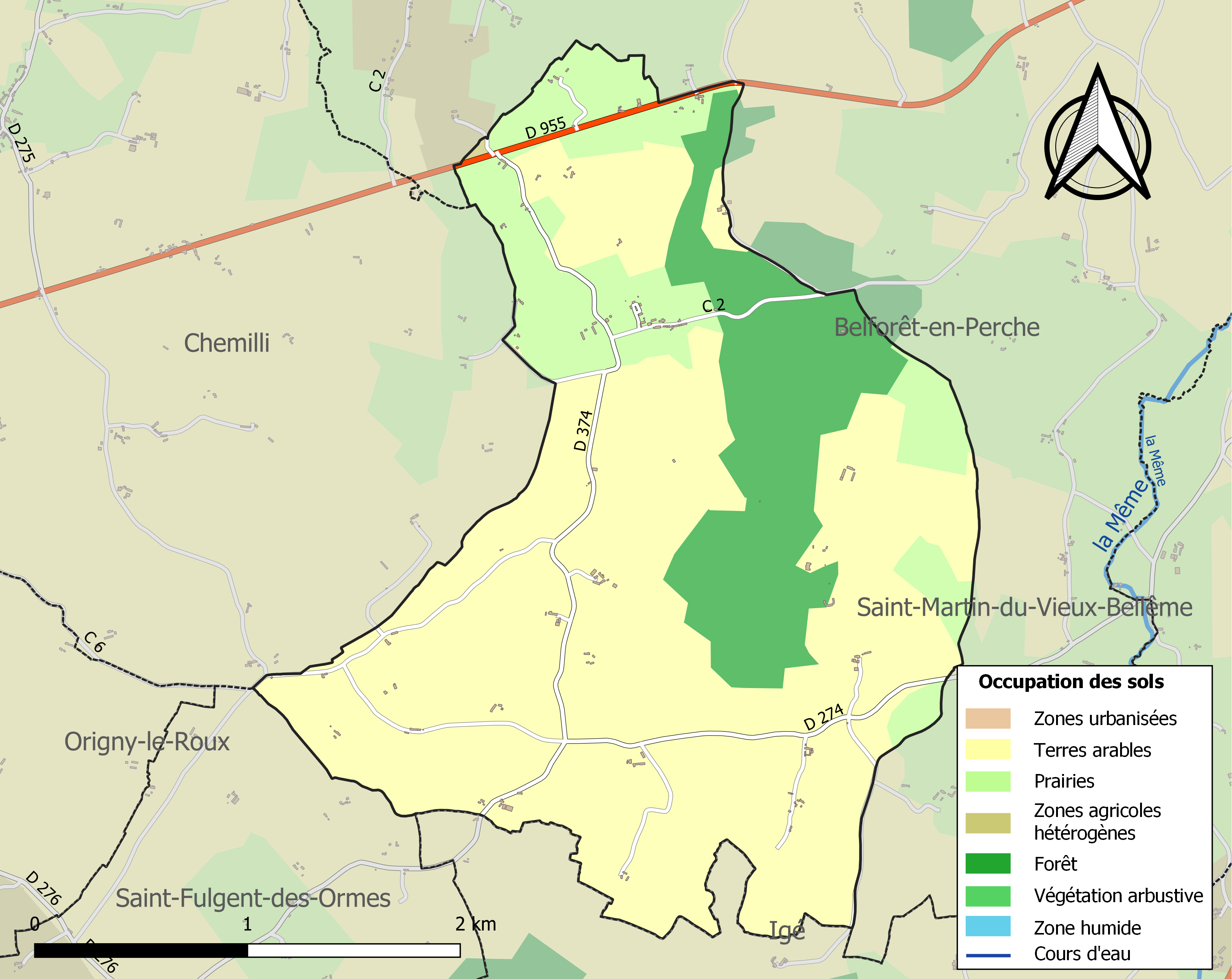
Carte des infrastructures et de l'occupation des sols de la commune en 2018 (CLC).

## Toponymie
Le nom de la localité est attesté sous la forme Vallis noisa en 1097.
L'origine du toponyme est obscure pour René Lepelley.
Vaunoise souvent mis pour Valnoise. Du latin vallis (vallée, vallon) et noxia (nuisible). La vallée peut apparaître "nuisible" quand la rivière est en crue et que l'eau recouvre les cultures. « La vallée noyée, inondée »[réf. nécessaire].
Le gentilé est Vaunoisien.

## Histoire
Le territoire communal est parsemé de nombreuses fermes, et, sous l'Ancien Régime, trois fiefs sont attestés : les chaises, la saussaie, Vaunoise.

## Politique et administration
| Période                                  | Période   | Identité                    | Étiquette | Qualité                                  |
| ---------------------------------------- | --------- | --------------------------- | --------- | ---------------------------------------- |
| 1995                                     | mars 2014 | Jean-François de Caffarelli | DVD       | Administrateur civil, conseiller général |
| mars 2014                                | En cours  | Séverine Fontaine           | SE        | Directrice des ressources humaines       |
| Les données manquantes sont à compléter. |           |                             |           |                                          |

Le conseil municipal est composé de onze membres dont le maire et deux adjoints.

## Démographie
L'évolution du nombre d'habitants est connue à travers les recensements de la population effectués dans la commune depuis 1793. Pour les communes de moins de 10 000 habitants, une enquête de recensement portant sur toute la population est réalisée tous les cinq ans, les populations de référence des années intermédiaires étant quant à elles estimées par interpolation ou extrapolation. Pour la commune, le premier recensement exhaustif entrant dans le cadre du nouveau dispositif a été réalisé en 2004.
En 2022, la commune comptait 95 habitants, en évolution de −5 % par rapport à 2016 (Orne : −3,21 %, France hors Mayotte : +2,11 %).
Vaunoise a compté jusqu'à 520 habitants en 1836.
| 1793 | 1800 | 1806 | 1821 | 1836 | 1841 | 1846 | 1851 | 1856 |
| ---- | ---- | ---- | ---- | ---- | ---- | ---- | ---- | ---- |
| 293  | 299  | 448  | 350  | 520  | 477  | 485  | 472  | 429  |

| 1861 | 1866 | 1872 | 1876 | 1881 | 1886 | 1891 | 1896 | 1901 |
| ---- | ---- | ---- | ---- | ---- | ---- | ---- | ---- | ---- |
| 420  | 424  | 403  | 377  | 358  | 326  | 290  | 273  | 273  |

| 1906 | 1911 | 1921 | 1926 | 1931 | 1936 | 1946 | 1954 | 1962 |
| ---- | ---- | ---- | ---- | ---- | ---- | ---- | ---- | ---- |
| 284  | 256  | 207  | 206  | 221  | 195  | 183  | 190  | 216  |

| 1968 | 1975 | 1982 | 1990 | 1999 | 2004 | 2006 | 2009 | 2014 |
| ---- | ---- | ---- | ---- | ---- | ---- | ---- | ---- | ---- |
| 190  | 168  | 136  | 104  | 105  | 104  | 110  | 112  | 103  |

| 2019 | 2022 | - | - | - | - | - | - | - |
| ---- | ---- | - | - | - | - | - | - | - |
| 101  | 95   | - | - | - | - | - | - | - |

## Lieux et monuments

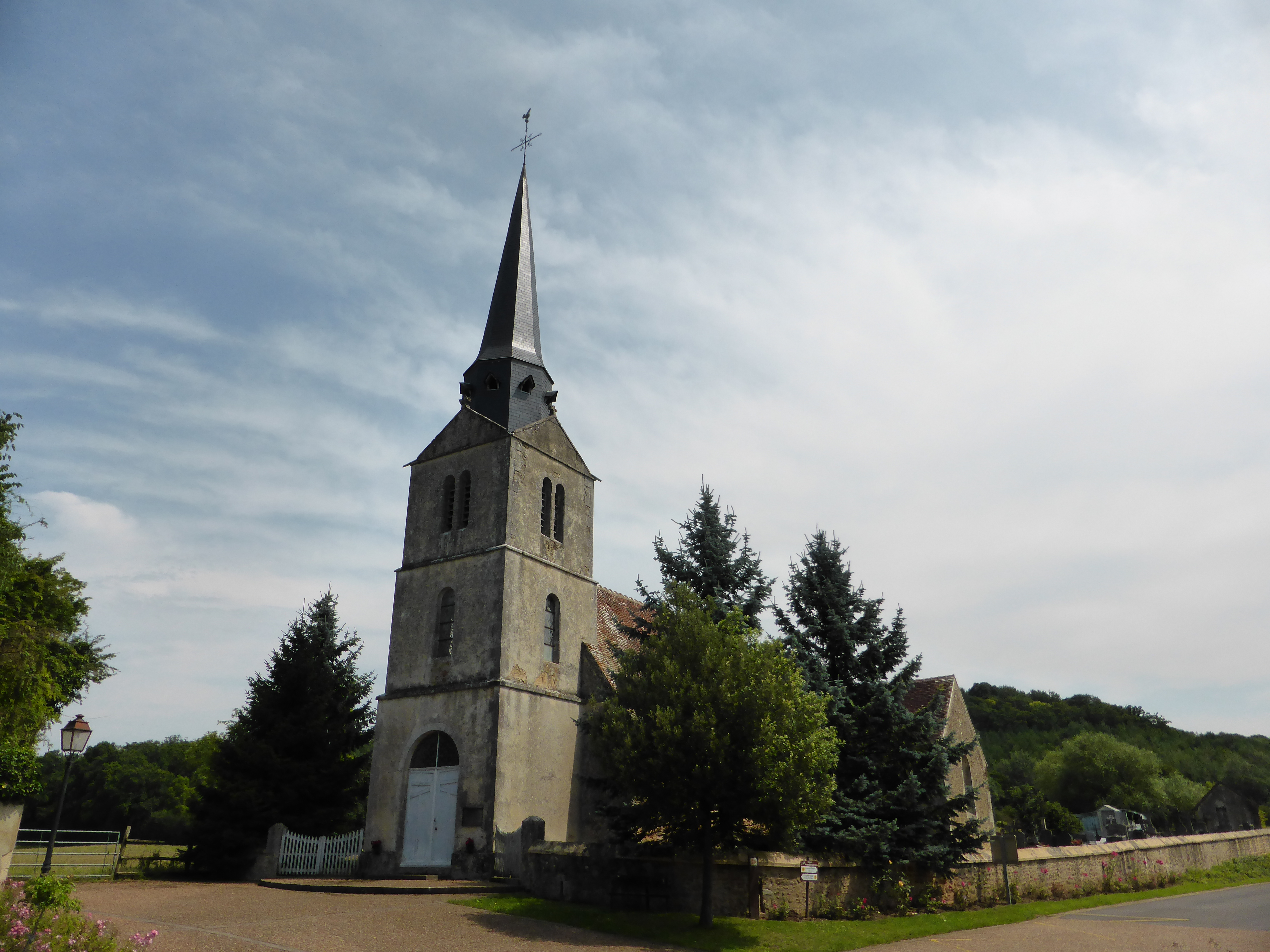
L'église Saint-Jacques.

- Église Saint-Jacques, des XVIe et XIXe siècles.
- La Saussaie, à 2 km au sud sur la rive sud de la RD 274. Vestiges d'une plate-forme quadrangulaire fossoyée d'une maison forte[28],[29].
- Château des Chaises du XIXe siècle, vestiges d'un château fort (deux tours).
- Vestige aux Chaises de la ligne de Mamers à Mortagne-au-Perche.

## Personnalités liées à la commune
- Gérard de Caffarelli (Vaunoise, 1926 - 2011), exploitant agricole et syndicaliste.